# Rhaphidorrhynchium calliferum
Rhaphidorrhynchium calliferum är en bladmossart som beskrevs av Fleischer 1923. Rhaphidorrhynchium calliferum ingår i släktet Rhaphidorrhynchium och familjen Sematophyllaceae. Inga underarter finns listade i Catalogue of Life.